# ۱۹۵ (میلادی)
۱۹۵ (میلادی) صد و نود و پنجمین سال تقویم میلادی است.

## درگذشتگان
‎